# Irn-Bru
Irn-Bru là một thức uống có ga nổi tiếng của hãng Barrs, Scotland, Anh Quốc, được sáng chế tại Glasgow năm 1901. Thức uống này có màu cam sáng và có biệt danh "Scotland's other national drink" (một thức uống quốc gia khác của Scotland). "Thức uống quốc gia" còn lại là whisky. Nó được mô tả là có vị trái cây họ cam chanh nhẹ dịu.
Tên gọi Irn-Bru theo lời kể bắt nguồn từ quá trình xây lại Nhà Ga trung tâm Glasgow năm 1901 khi các công nhân của William Beardmore and Company Steel Works ở Glasgow uống quá nhiều bia để chống lại cơn khát do môi trường làm việc nóng bức khắc nghiệt. Công ty cần tìm cho họ một thức uống khác thay cho bia và hãng giải khát A.G. Barr đã giành được hợp đồng cung cấp loại nước uống này cho các công nhân. Thức uống không tên này về sau gọi là Iron Brew hay viết tắt là Irn-Bru (tạm dịch: chất lượng sắt) do có mối liên quan với các công trình sắt thép.

## Công thức
Công thức của Irn-Bru tới nay vẫn là bí mật, các hãng giải khát cạnh tranh khác đã thử pha chế Irn-Bru nhiều lần nhưng không thành công.
Câu khẩu hiệu thương mại nổi tiếng của Irn-Bru là "Made in Scotland from girders" (Hàng Scốt-len làm từ... dầm cầu). Dù không thực sự làm từ dầm cầu hay xà nhà, Irn-Bru vẫn thực sự chứa một lượng đáng kể kim loại sắt: năm 1999 người ta đo được nồng độ 0.002% sắt amoni citrate.
Năm 1999, Irn Bru được đưa vào Oxford Companion to Food cùng với trứng cá muối, chim cút và cá hồi như một trong những thực phẩm tuyệt nhất thế giới và được nhận xét là quan trọng cả về giá trị biểu tượng lẫn tính giải khát.

## Tài trợ
Irn-Bru là đơn vị tài trợ cho Scottish Football League, Scottish First Division, Scottish Second Division và the Scottish Third Division.

## Sản xuất
Irn-Bru và các nước giải khát hiệu Barr như Pineappleade, Cream Soda, Tizer, Red Kola, Barr Cola, và Limeade vẫn còn dạng chai thủy tinh tái chế 750 ml. Các vỏ chai có thể được trả lại cho nhà sản xuất thông qua bất kỳ cửa hàng bán lẻ mà bán cho họ.).

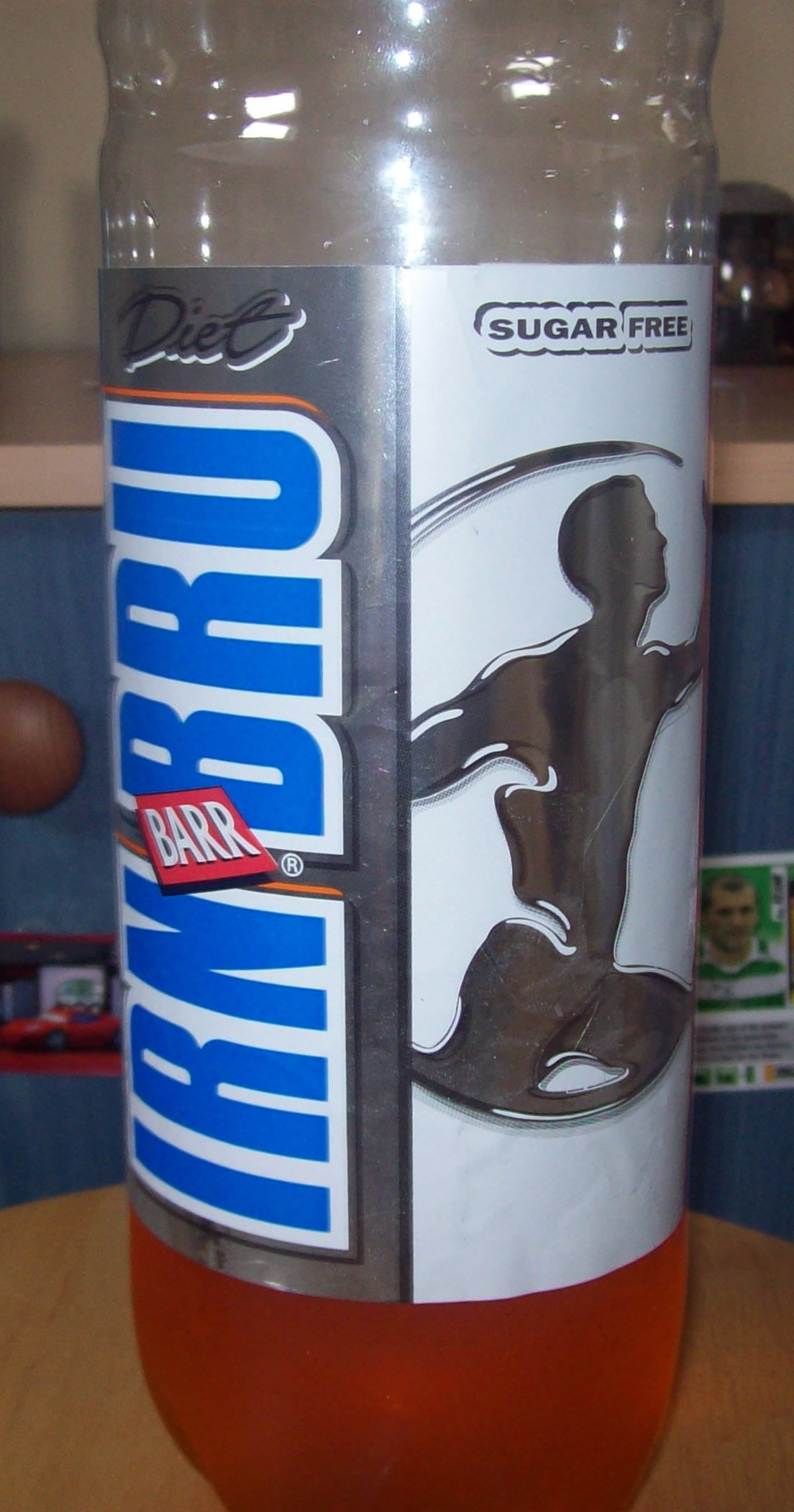
Diet Irn-Bru 2 lít

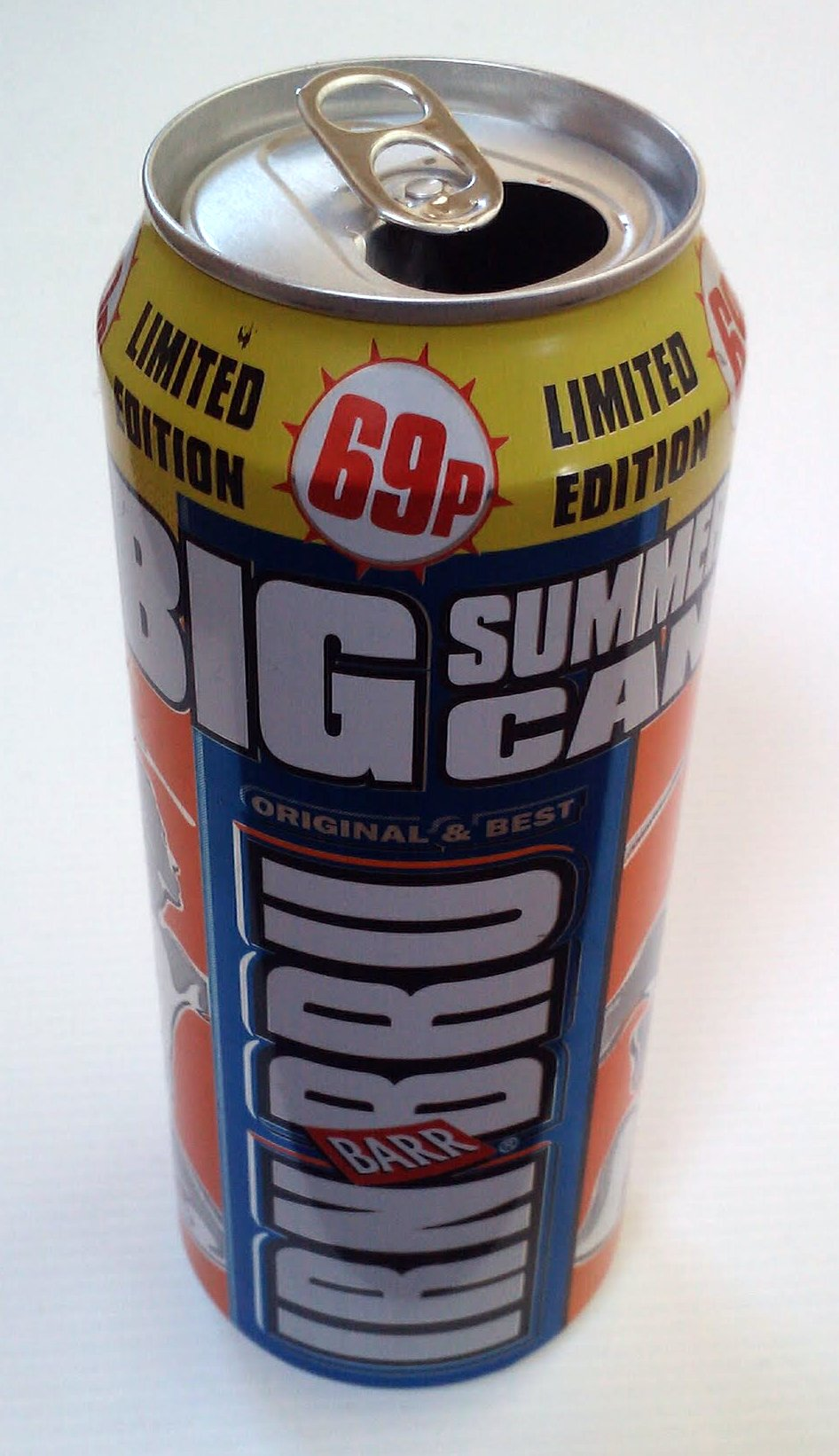
500ml lon đặc biệt

Irn-Bru và Diet Irn-Bru được sản xuất theo các cỡ sau:
- 150 ml: lon
- 250 ml: chai nhựa
- 330 ml: lon
- 330 ml: chai thủy tinh
- 500 ml: lon đặc biệt có hạn (lon bự Rugby League)
- 500 ml: chai nhựa
- 600 ml: chai nhựa (Nga)
- 1 lít: chai nhựa
- 1.25 lít: chai nhựa (Australia, New Zealand, Russia, Scotland)
- 2 lít: chai nhựa
- 2.5 lít: chai nhựa (Scotland "Big Bru")
- 3 lít: chai nhựa
- 355 ml: chai thủy tinh (in Canada)
- 750 ml: chai thủy tinh
- 5 lít: hộp si - rô.

Tháng 5/2007, Irn-Bru tái thiết kế toàn bộ chai và lon.
| tên                                         | Khai trương |
| ------------------------------------------- | ----------- |
| Irn-Bru                                     | 1901        |
| Irn-Bru Sugar Free Diet Irn-Bru (1991–2011) | 1991        |
| Irn-Bru XS                                  | 1995        |
| Irn-Bru 32                                  | 2006        |
| Fiery Irn-Bru                               | 2011        |

## Ảnh hưởng
Irn-Bru có thể pha với vodka và whisky.
Bảo tàng quốc gia Scotland, ở Edinburgh, có một buổi trưng bày các hiện vật do các ngôi sao chọn; hiệp sĩ - diễn viên Sean Connery chọn một thùng Irn-Bru.
Nhóm The Fratellis đã đặc biệt giới thiệu Irn-Bru trong chuyến lưu diễn năm 2008 của mình và uống Irn-Bru suốt thời gian lưu diễn.
Elvis Costello nhắc tới Irn-Bru trong "The St. Stephen's Day Murders," so sánh với một hỗn hợp thức uống Tia Maria và nhận xét "that drink made from girders".
Nhóm The Orchids nhắc tới Irn-Bru trong đĩa đơn đầu tay, "I've Got A Habit."
Nhóm nhạc Folk-n-Roll Scocha sáng tác bài hát về Irn-Bru trong album "ScattyBoo".Tên bài hát đó cũng là "Irn Bru"

## Phân bố
Irn-Bru được sản xuất tại năm nhà máy ở Nga và sản xuất nhượng quyền tại Canada, Mỹ và từ 5/ 2008 tại Na Uy. Irn-Bru và các sản phẩm Barr khác được xuất khẩu sang Tây Ban Nha, Hà Lan, Đức, Gibraltar, Hy Lạp, và Cyprus, cũng như các phần của châu Phi và châu Á. Nó được bán ở Ba Lan, Úc, Canada, Trung Đông, Na Uy, Đan Mạch, Mỹ, cũng như có bán ở Ai Len, Malta, Bỉ và ở Phần Lan từ năm 2005 và Ai Len năm 2011.